# Liste der Bodendenkmäler in Kranzberg
Auf dieser Seite sind die Bodendenkmäler in der oberbayerischen Gemeinde Kranzberg zusammengestellt. Diese Tabelle ist eine Teilliste der Liste der Bodendenkmäler in Bayern. Grundlage ist die Bayerische Denkmalliste, die auf Basis des Bayerischen Denkmalschutzgesetzes vom 1. Oktober 1973 erstmals erstellt wurde und seither durch das Bayerische Landesamt für Denkmalpflege geführt wird. Die folgenden Angaben ersetzen nicht die rechtsverbindliche Auskunft der Denkmalschutzbehörde.

## Bodendenkmäler in Kranzberg
| Lage                      | Objekt | Akten-Nr.     | Bild |
| ------------------------- | --- | ------------- | ---- |
| (Standort)                | Burgstall des Mittelalters und der frühen Neuzeit („Schloss Kranzberg“)                                                                             | D-1-7535-0001 |      |
| (Standort)                | Körpergräber der mittleren Latènezeit. | D-1-7535-0002 |      |
| (Standort)                | Grabhügel vorgeschichtlicher Zeitstellung. | D-1-7535-0004 |      |
| (Standort)                | Grabhügel vorgeschichtlicher Zeitstellung. | D-1-7535-0005 |      |
| (Standort)                | Befestigte Höhensiedlung der mittleren Bronzezeit und der Hallstattzeit („Bernstorf“)                                                               | D-1-7535-0007 |      |
| (Standort)                | Siedlung vor- und frühgeschichtlicher Zeitstellung.                                                                                                 | D-1-7535-0008 |      |
| (Standort)                | Grabhügel vorgeschichtlicher Zeitstellung. | D-1-7535-0009 |      |
| (Standort)                | Untertägige mittelalterliche und frühneuzeitliche Befunde im Bereich der Kath. Pfarrkirche St. Quirin von Kranzberg und ihres Vorgängerbaus.        | D-1-7535-0156 |      |
| (Standort)                | Untertägige mittelalterliche und frühneuzeitliche Befunde im Bereich der Kath. Filialkirche St. Ottilia in Kühnhausen.                              | D-1-7535-0158 |      |
| (Standort)                | Untertägige spätmittelalterliche und frühneuzeitliche Befunde im Bereich des Schlosses                                                              | D-1-7535-0161 |      |
| (Standort)                | Untertägige mittelalterliche und frühneuzeitliche Befunde im Bereich der Kath. Filialkirche                                                         | D-1-7536-0123 |      |
| (Standort)                | Dorfwüstung des Mittelalters und der frühen Neuzeit („Oberberghausen“).                                                                             | D-1-7536-0124 |      |
| (Standort)                | Untertägige spätmittelalterliche und frühneuzeitliche Befunde im Bereich des Schlosses                                                              | D-1-7536-0192 |      |
| (Standort)                | Siedlung der Urnenfelderzeit. | D-1-7635-0132 |      |
| (Standort)                | Burgstall des hohen Mittelalters („Thurnsberg“). | D-1-7635-0166 |      |
| (Standort)                | Verebneter Wasserburgstall des hohen Mittelalters („Hagenau“).                                                                                      | D-1-7635-0168 |      |
| Gremertshausen (Standort) | Verebnete Grabhügel und Kreisgräben vorgeschichtlicher Zeitstellung.                                                                                | D-1-7635-0171 |      |
| (Standort)                | Verebnete Grabhügel vorgeschichtlicher Zeitstellung.                                                                                                | D-1-7635-0172 |      |
| (Standort)                | Verebnete Grabhügel vorgeschichtlicher Zeitstellung.                                                                                                | D-1-7635-0173 |      |
| (Standort)                | Siedlung vorgeschichtlicher Zeitstellung. | D-1-7635-0174 |      |
| (Standort)                | Siedlung vorgeschichtlicher Zeitstellung. | D-1-7635-0175 |      |
| (Standort)                | Siedlung vor- und frühgeschichtlicher Zeitstellung, u. a. der Latènezeit und der römischen Kaiserzeit                                               | D-1-7635-0176 |      |
| (Standort)                | Siedlung vorgeschichtlicher Zeitstellung, u. a. der Urnenfelderzeit und der Hallstattzeit.                                                          | D-1-7635-0177 |      |
| (Standort)                | Siedlung vorgeschichtlicher Zeitstellung, u. a. der späten Hallstattzeit und der Latènezeit.                                                        | D-1-7635-0178 |      |
| (Standort)                | Untertägige mittelalterliche und frühneuzeitliche Befunde im Bereich der Kath. Pfarrkirche                                                          | D-1-7635-0293 |      |
| (Standort)                | Untertägige mittelalterliche und frühneuzeitliche Befunde im Bereich der Kath. Pfarrkirche St. Margaretha in Hohenbercha und ihrer Vorgängerbauten. | D-1-7635-0297 |      |
| (Standort)                | Untertägige spätmittelalterliche und frühneuzeitliche Befunde im Bereich der Kath. Filialkirche St. Laurentius in Thurnsberg.                       | D-1-7635-0300 |      |
| (Standort)                | Siedlung vor- und frühgeschichtlicher Zeitstellung.                                                                                                 | D-1-7635-0303 |      |